# Max Cloud
Max Cloud (también conocida como The Intergalactic Adventures of Max Cloud) es una película de acción, comedia y ciencia ficción de 2020, dirigida por Martin Owen, que a su vez la escribió junto a Sally Collett, musicalizada por Timothy Boyce-Hobson, en la fotografía estuvo Håvard Helle y los protagonistas son Scott Adkins, John Hannah y Lashana Lynch, entre otros. El filme fue realizado por Goldfinch, se estrenó el 18 de diciembre de 2020.

## Sinopsis
Un crucero espacial se precipita y colisiona contra un planeta en el que hay una cárcel intergaláctica.